# Marser (germaner)
Marser (latin Marsi) var enligt Tacitus en germanstam på gränsen till Gallien. De bodde vid Teutoburgerskogen vid mellersta Rhen, och tillhörde den istaevonska folkgruppen. Det var dessa stammar som under ledning av svebernas hövding Ariovistus trängde in i Gallien år 70 f.Kr. innan de blev besegrade av Julius Caesar. Efter romarnas erövring av västra Germanien år 11-1 f.Kr. togs många krigsfångar och många germaner överfördes till Gallien. Marserna och deras mäktigaste brödrafolk chatterna undanträngdes i en vid båge långt öster om Rhen av kejsar Tiberius. Västgermanerna besegrades åter av romarna efter Arminius seger i Teutoburgerskogen 9 e.Kr. och i markomanner-kriget 169 e.Kr.
Efter den romerska freden så organiserade sig germanerna i större folkförbund, och på 240-talet uppträder ett nytt folk som kallade sig frankerna. Den ripuariska delen av detta folk slog sig ner vid mellersta Rhen och bestod av chatter, marser och andra istaevonska folkstammar.